# (42482) Fischer-Dieskau
(42482) Fischer-Dieskau es un asteroide perteneciente al cinturón de asteroides, descubierto el 8 de septiembre de 1988 por Freimut Börngen desde el Observatorio Karl Schwarzschild, en Tautenburg, Alemania.

## Designación y nombre
Designado provisionalmente como 1988 RT3. Fue nombrado Fischer-Dieskau en honor al barítono alemán Dietrich Fischer-Dieskau que ha actuado en los principales festivales y óperas del mundo.

## Características orbitales
Fischer-Dieskau está situado a una distancia media del Sol de 2,384 ua, pudiendo alejarse hasta 2,934 ua y acercarse hasta 1,834 ua. Su excentricidad es 0,230 y la inclinación orbital 2,451 grados. Emplea 1344 días en completar una órbita alrededor del Sol.

## Características físicas
La magnitud absoluta de Fischer-Dieskau es 15,8.